# Kanteletar
Kanteletar je zbirka finskih narodnih pjesama koju je sastavio Elias Lönnrot. Povezana je s finskim nacionalnim epom Kalevala. Pjesme u Kanteletaru utemeljene su na trohejskom tetrametru, uglavnom poznatijem kao "metar Kalevale", a među stilskim figurama pojavljuju se aliteracija i paralelizam.
Ime čini korijenska riječ kantele (finsko glazbalo nalik citri) i morfem ženskog roda -tar; grubi prijevod naziva glasi "djeva kantelea" ili "kćer citre", što se odnosi na vrstu muze.

## Povijest
Kanteletar je objavljen 1840. godine pod naslovom Kanteletar taikka Suomen Kansan Wanhoja Lauluja ja Wirsiä ("Kanteletar ili stare pjesme i himne finskog naroda"). Građu za zbirku Lönnrot je dobio tijekom svojih putovanja 1838. godine, nakon što je upoznao pjevača runa Matelija Kuivalatara na obali jezera Koiterea. Lönnrot je zabilježio pjesme koje je pjevao Kuivalatar.
Kanteletar se sastoji od triju knjiga. Prva knjiga sadrži 238 lirskih pjesama koje je Lönnrot nazvao Yhteisiä Lauluja, odnosno "Obične pjesme". Te su pjesme podijeljene u četiri dijela: s uobičajenim temama, za uzvanike na ženidbama, za pastire i za djecu. Druga knjiga sadrži 354 lirske pjesme koje je nazvao Erityisiä Lauluja, odnosno "Posebne pjesme". Te je pjesme podijelio u pjesme za djevojčice, žene, dječake i muškarce. U trećoj se knjizi, pod imenom Virsi-Lauluja, odnosno "Himne", nalazi 60 povijesnih pjesama, viteških romana, legenda, balada i lirskih epskih pjesama. U predgovoru se nalaze 24 nove pjesme.
U Lönnrotovu trećem izdanju Kanteletara iz 1887. godine treća je knjiga potpuno prerađena – sadrži 137 pjesama. Kasnija izdanja temelje se na izvornom izdanju, no deset pjesama iz treće knjige premješteno je u dodatak.
Pjesništvo u Kanteletaru podrijetlom je uglavnom iz finske Karelije. U uvodu knjige Lönnrot kao mjesta na koja je otputovao navodi Lieksu, Ilomantsi, Kitee, Tohmajärvi, Sortavalu, Jaakkimu i Kurkijoki. Pjesme sadržane u trećoj knjizi podrijetlom su uglavnom iz Rusije i Karelije.

## Nasljeđe
Velik utjecaj narodnoga pjesništva na finsku kulturu u vrijeme nacionalnog romantizma uglavnom je proistekao iz Kalevale. Umjetnici su se Kanteletarom uglavnom bavili površno. Akseli Gallen-Kallela, uz to što je 1897. godine izradio slike na temelju tekstova iz Kalevale, sliku "Bratoubojica" naslikao je na temelju pjesme iz Kanteletara. Tekstovi iz Kanteletara uzglabili su skladatelji kao što su Jean Sibelius (Rakastava, 1893.), Aulis Sallinen (Lauluja mereltä, 1974.) Toivo Kuula i Selim Palmgren,  ali i izvođači narodne glazbe; Mari Kaasinen izjavila je da su Kanteletar i Kalevala nadahnuli glazbu grupe Värttinä. Naprimjer, tekst pjesme "Niin mie mieltynen" ("Voljeni"; glazba: P. Lehti; tekst: S. Reiman, tradicionalna pjesma) izravno je preuzet iz 31. pjesme u drugoj knjizi. Ime te pjesme u knjizi jest Onpa tietty tietyssäni ("Mislim na određenu osobu"):
| Finski izvornik Onpa tietty tietyssäni, mesimarja mielessäni. Lempilintu liitossani, soriainen suojassani. |  | Prepjev na hrvatski Prilika njegova opstaje mi u umu Najdraži moj u sjećanju mome Moja ptičica leti uz me Dragan moj pod krilom mojim. |

Godine 1996. finski je metal sastav Amorphis objavio svoj treći studijski album, Elegy, a stihovi pjesama utemeljeni su na pričama i pjesmama iz Kanteletara. Akseli Törnudd (1874. – 1923.) napisao je oko 20 pjesama utemeljenih na pjesmama iz Kanteletara, a među njima najpoznatija je šaljiva priča o mački iz Viipurija Tuomittu katti ("Osuđena mačka"). Zbor Rajaton snimio je nekoliko pjesama čiji su tekstovi preuzeti iz Kanteletara.
Izvadci iz Kanteletara prevedeni su na barem devet jezika. I prije objave Kalevale i Kanteletara finska je narodna poezija dobila pozornost i izvan Finske. Pjesma "Finska pjesma" Johanna Wolfganga von Goethea utemeljena je na prijevodu finske narodne pjesme koja je kasnije objavljena u Kanteletaru.

## Vanjske poveznice
- Kanteletar taikka Suomen Kansan Wanhoja Lauluja ja Wirsiä
- Kanteletar  Arhivirana inačica izvorne stranice od 5. studenoga 2004. (Wayback Machine) u bazi podataka Project Gutenberga
- Kanteletar na mrežnim stranicama thisisFINLAND